# Videotime
Videotime S.p.A. è stata una società del Gruppo Mediaset, controllata da RTI.

## Storia
Fondata nel 1980 dalla Fininvest di Silvio Berlusconi, con la rete nazionale Canale 5, realizza i programmi televisivi autoprodotti e si occupa del mantenimento tecnologico degli studi Mediaset.
In data 11 gennaio 2018, CDA di Mediaset ha approvato la fusione per incorporazione di Videotime in R.T.I.

## Centri di produzione televisiva
- Provincia di Milano[5]:
  - Centro di Produzione Tv di Cologno Monzese - Sede Centrale
  - Palazzo dei Cigni - Centro Direzionale di Milano Due
  - T.O.C. - Segrate
- Provincia di Roma[5]:
  - Centro Safa Palatino - Roma
  - Centro Titanus Elios - Roma